# Вест Сајд Хајвеј (Вашингтон)
Вест Сајд Хајвеј (енгл. West Side Highway) насељено је место без административног статуса у америчкој савезној држави Вашингтон.

## Демографија
По попису из 2010. године број становника је 5.517, што је 952 (20,9%) становника више него 2000. године.
| Група             | 2000.         | 2010.         |
| Белци             | 4.260 (93,3%) | 4.827 (87,5%) |
| Афроамериканци    | 12 (0,3%)     | 29 (0,5%)     |
| Азијати           | 51 (1,1%)     | 51 (0,9%)     |
| Хиспаноамериканци | 91 (2,0%)     | 402 (7,3%)    |
| Укупно            | 4.565         | 5.517         |